# Něcismus
Něcismus (též ietsismus) je víra v „něco“ nadpřirozeného, co však není křesťanským ani jiným Bohem. Toto pojetí víry poprvé označil termínem „ietsisme“ nizozemský politik a profesor molekulární biologie a genetiky Ronald Plasterk ve svém sloupku v týdeníku Intermediair dne 20. listopadu 1997. Český teolog Tomáš Halík v souvislosti s nízkou religiozitou v českých zemích uvádí tento termín v ČR jako něcismus. Něcista věří, že „je něco nad námi“, ale nehlásí se k žádné církvi ani se neúčastní bohoslužeb.